# Kenneth Cicilia
Kenneth Cicilia (Willemstad, 26 dicembre 1981) è un ex calciatore olandese, di ruolo centrocampista.

## Carriera

### Club
Gioca dal 2002 al 2004 allo Sparta Rotterdam. Nel 2004 si trasferisce all'Haarlem. Nel 2005 passa al TOP Oss. Dopo due stagioni, nel 2007 viene acquistato dal Turnhout. Nel 2010 si trasferisce all'UNA. Nel 2011 passa al Dijkse Boys. Nel 2012 viene acquistato dal Brabantia.

### Nazionale
In 3 occasioni, tra il 2002 e il 2004 ha rappresentato la nazionale antillana olandese.